# Le Partenaire muet

Le Partenaire muet (The Silent Partner) est un épisode de la série télévisée Le Choix de... (Screen Directors Playhouse), coécrit et réalisé par George Marshall, interprété notamment par Buster Keaton, sorti en 1955 et également exploité en France comme court-métrage de première partie.

## Fiche technique
- Réalisateur : George Marshall
- Scénario : Barbara Avedon (en) (comme Barbara Hammer), d'après son histoire et celle de George Marshall
- Directeur de la photographie : Edwin B. DuPar
- Décors : Charles F. Pyke, Rudy Butler
- Montage : Bert Jordan
- Production : Hal Roach Jr. ; producteur exécutif : Hal Roach
- Distribution : National Broadcasting Company (NBC)
- Distribution en France : Mondial Films, puis Les Films Jacques Leitienne
- Sortie aux USA : 21 décembre 1955
- Sortie en France : fin 1957
- Durée : 25 minutes

## Distribution
- Buster Keaton : Kelsey Dutton, une star du burlesque désormais tombée dans l'oubli
- ZaSu Pitts : Selma, une fan de cinéma
- Joe E. Brown : Arthur Vail, une metteur en scène récompensé aux Oscars
- Evelyn Ankers : Miss Loving, la vedette du drame muet
- Jack Kruschen : Ernie, le casse-pied du bar
- Jack Elam : Shanks, l'acteur du drame muet qui ne trouve pas son rôle à la hauteur de son talent / l'avocat dans le western parodique
- Bob Hope : lui-même remettant l'Oscar à Arthur Vail
- Hank Mann : le cameraman